# 헨리 클레이 시니어
헨리 클레이(Henry Clay. 1777년 4월 12일 ~ 1852년 6월 29일)는 미국의 정치가로 켄터키주 하원의원과 상원의원을 지낸 휘그당의 정치인이다.
1824년 첫 정당제 및 이후 두 번째 정당제에서 주요 인물이었다. 다른 사람과 합의하는 능력으로 인해 ‘위대한 중개자’ 또는 ‘위대한 중재자’라는 별칭을 얻었고, 휘그당의 창시자이면서, 지도자가 경제를 근대화하는 계획, 특히 산업을 보호하기 관세, 국립은행 및 운하, 항구 및 철도를 추진하는 내륙 개혁 리더십을 옹호했다.
매파 지도자였기도 하였기 때문에, 역사학자 클레멘트 이튼에 따르면 ‘다른 누구보다’ 미영 전쟁의 개전에 책임이 있었다. 또한 ‘서부의 헨리’나 ‘서부의 별’이라고도 불렸다.
클레이는 몇 번이나 대통령이 되기 위해 도전했지만, 그 때마다 패배를 했고, 상당한 정도까지 제2 정당제의 문제를 정의했다. 경제의 미국 시스템의 주요 지지자이며, 흑인 노예제에 대한 타협을 성사시키는데 성공하였고, 특히 1820년 미주리 타협과 1850년 타협을 성사시켰다.
대니얼 웹스터와 존 C. 칼훈과 함께 '위대한 삼두 정치' 즉 ‘불멸의 트리오’ 중 한 사람이었다. 1957년 존 F. 케네디가 의장을 맡은 상원위원회는 미국 역사에서 가장 위대한 상원 의원 5명 중 한 명으로 클레이를 지명했다. 에이브러햄 링컨은 일리노이 정계에 일찍부터 참여하였고, 켄터키 출신의 동료였으므로, 클레이는 자신의 큰 칭찬자였다.

## 초기 경력
헨리 클레이는 1777년 4월 12일, 버지니아주 해노버군의 클레이 가문의 부지 내에 있는 당시 버지니아 농가로서는 평균 이상의 다락 목조 주택에서 태어났다. 존 클레이 목사와 엘리자베스 허드슨 클레이 부부의 아홉 자녀 중 일곱 번째였다. 아버지는 ‘존 선생님’으로 불리는 침례교회 목사였으며, 4년 후 1781년에 사망했다. 아버지는 헨리와 형제들에게 각각 2명, 아내는 18명의 노예와 1.9km2의 땅을 남겼다.
어머니는 곧 헨리 왓킨스 대위와 재혼했지만, 왓킨스는 클레이에게 애정이 넘치는 계부가 돼주었다. 헨리 왓킨스는 가족들을 이끌고, 버지니아주 리치몬드로 이주를 했다. 어머니 엘리자베스는 이미 있던 9명의 자녀 외에, 왓킨스와 사이에 7명의 자녀를 더 두었다.
헨리 클레이가 6살 때 크로스바 하단 (현재 웨스트버지니아 머서 카운티의 쇼니 호수 지구)에서 인디언의 습격으로 아직 젊은 3명의 사촌이 죽었다. 1명이 총에 맞았고, 1명은 심하게 찔렸으며, 최후의 1인은 오하이오주 칠리코시로 이송되어 화형당했다.

### 교육
클레이는 영국인 교사 피터 디콘으로부터 초등 교육을 받았다. 그 후 버지니아 리치몬드에서 상점의 조수로 고용되었다. 계부는 버지니아 법원에 일자리를 마련해 주었는데, 그곳에서 그는 법에 대한 소질을 보여주었다. 그곳에서 그는 스승 조지 와이스와 친분을 다졌다. 와이스는 장애가 있는 손으로 고생하고 있었기 때문에, 필기를 잘하고 있는 클레이를 비서로 뽑았다. 클레이가 와이스의 서기로 4년간 고용되어 있는 동안, 그곳의 위원장이 클레이의 미래에 대해 적극적으로 관심을 가졌고, 버지니아 법무장관 로버트 브룩이 일하는 곳에 일자리를 주선해 주었다. 클레이는 버지니아 연방의 의장이었던 와이스와 브룩과 함께 일하며 법률을 공부했고, 버지니아의 윌리엄 앤 메리 대학교에서 정식 법학 교육을 받으며 조지 와이스에게서 공부를 했다. 클레이는 1797년에 변호사를 개업할 수 있었다.

### 결혼과 가족
변호사 일을 시작한 이후, 1799년 4월 11일, 클레이는 루크레티아 하트와 켄터키주 렉싱턴에 있는 하트의 집에서 결혼식을 했다. 그녀는 너대니얼 G. S. 하트 대위의 동생으로, 그는 1812년 전쟁에서 리버 레이즌 학살 때 전사를 했던 인물이었다.
클레이와 아내는 딸 여섯과 아들 다섯을 가졌다. 헨리 클레이 주니어(1811–1847), 엘리자, 로라, 제임스 브라운 클레이(1817–1864), 그리고 존 모리슨 클레이(1821–1887) 등이었다. 이들 중 일곱 명이 요절했다. 1835년까지, 여섯 딸 모두 다양한 병으로 사망했다. 둘은 유아 때, 또 둘은 어린이 때, 나머지 둘은 젊어서 출산으로 인한 백일해, 황열 등으로 복합적인 원인으로 죽었다. 헨리 클레이 주니어는 멕시코-미국 전쟁동안 벌어진 부에나 비스타 전투에서 전사를 했다.
루크레티아 하트 클레이는 1864년에 83세의 나이로 사망을 했다. 그녀는 렝싱턴 묘지에서 남편의 기념물이 있는 둥근 천장이 있는 묘에 남편과 함께 묻혔다. 헨리와 루크레티아 클레이 부부는 여성참정권론자 맥델린 맥도웰 브렉킨릿지의 고조부이다.

## 법조계

### 법률 경력
1797년 11월, 클레이는 수익성이 좋은 법률 실무를 수행하기 위해 가족이 당시 살고 있던 우드포드 카운티에 가까운 켄터키주 렉싱턴으로 이주했다. 곧 그이 법률 기술과 법원에서의 웅변으로 명성을 얻었다. 고객 중 몇몇은 말과 토지로 지불했다. 클레이는 마을의 땅과 켄터키 호텔을 소유하게 되었다.
1812년경, 클레이는 기름진 600 에이커의 플랜테이션을 소유하고 있었고, 이것을 그는 애쉬랜드라고 불렀으며, 그 농장에서 일할 많은 노예가 있었다. 전성기 때는 60명의 노예를 거느리고 있었고, 당시 블루그래스 지방(켄터키주)에 두 가지 주요 작물이었던 담배와 삼을 재배했었던 것 같다.
장인 토마스 하트 대령은 그의 고객 중 한 명이었다. 그는 켄터키의 초기 개척자이며, 저명한 사업가였다. 클레이는 하트의 법률 관련 업무를 하는 관리가 되었다. 클레이의 가장 유명한 고객은 1806년 에런 버였다. 미국 변호사 조셉 해밀턴 데이비스가 그를 미시시피강 서쪽의 스페인 영토를 탐사하기 위해 그를 기소한 후였다. 클레이와 그의 동료 존 앨런은 성공적으로 버를 변호했다. 몇 년 후 토머스 제퍼슨이 클레이에게 그의 기소가 옳은 것임을 깨닫게 해준다. 클레이는 너무 화가 나서 몇 년이 지난 후 에런 버를 다시 만났을 때, 클레이는 그의 악수를 거부했다.

### 주 의원
1803년, 선출될 나이로는 미달이었지만, 켄터키주 의회의 파예트 군 대표로 공천을 받았다. 주 의회 의원으로, 클레이는 비록 그 당시의 정치적 입장으로 포기하는 했지만, 주 헌법의 자유로운 해석과 켄터키에서 점진적인 노예 해방을 옹호했다. 클레이는 또한 주로를 프랭크포트에서 렉싱턴으로 이전하는 것을 찬성했다. 그는 켄터키 보험 회사를 변호했는데, 독점적 지위로 펠릭스 그룬디가 그 회사를 제소하려는 시도에서 구제해 주었다.

### 최초의 상원의원 공천과 적임
클레이의 영향력이 켄터키 정치권에서 커졌기 때문에, 켄터키주 의회는 짧은 임기지만 (1806년에서 1807년과 1810년에서 1811년) 클레이를 미국 상원 의원으로 선출했다. 첫 번째 임기는 버의 음모에 얽혀 사직한 존 어데어의 잔여 임기를 채우는 것이었다. 1806년 12월 29일, 클레이는 2개월 남짓 남은 기간 동안 복무를 하는 상원의원 선서를 하였다.
1806년에 시작하는 상원 의원으로 선출되었을 때, 클레이는 미국 헌법 제1조에 30세 나이 규정에 도달하지 못했다. 그의 나이를 자신을 제외한 다른 상원 의원들은 알아채지 못했다. 그의 임기는 서른 번째 생일 이전에 끝이 나버렸다. 그러한 나이 자격 제한 문제가 아미스테드 톰슨 메이슨(1816년에 28세)과 존 이튼(1818년 28세) 같은 다른 두 상원의원들로부터 불거져나왔다. 그러나 이후 그런 류의 사건은 그후로 반복되지 않았다. 1934년, 러쉬 D. 홀트 시니어는 29세의 나이로 상원의원에 선출되었다. 그는 다음 달 6월 19일 자신의 서른번 째 생일까지 기다렸다가 상원의원 선서를 했다. 1972년 11월, 조 바이든도 29세의 나이로 상원의원에 선출되었지만, 1973년 1월 차기 상원의원을 위한 선서식이 되기 전에 생일을 맞았다.

### 주 의회 의장과 험프리 마셜과의 결투
클레이가 1807년 켄터키로 돌아오자, 그는 주 의회 의장으로 선출되었다. 1809년 1월 3일,

### 두번째 상원 공천
1810년, 미국 상원 의원 버크너 스루스턴이 순회법원 판사로 재직하기 위해 사임을 했다. 클레이는 다시 한 번 그의 자리를 메꾸기 위해 선출되었다.

## 역대 선거 결과
| 선거명      | 직책명                      | 대수 | 정당       | 득표율  | 득표수 (선거인단)   | 결과 | 당락                   |
| ----------- | --------------------------- | ---- | ---------- | ------- | ------------------- | ---- | ---------------------- |
| 1806년 선거 | 상원의원 (켄터키 제3부)     | 9대  | 민주공화당 | 100.00% | 1표                 | 1위  | 켄터키주 상원의원 당선 |
| 1810년 선거 | 상원의원 (켄터키 제3부)     | 11대 | 민주공화당 | 100.00% | 1표                 | 1위  | 켄터키주 상원의원 당선 |
| 1810년 선거 | 하원의원 (켄터키 제5선거구) | 12대 | 민주공화당 | 100.00% | 1표                 | 1위  | 켄터키주 하원의원 당선 |
| 1812년 선거 | 하원의원 (켄터키 제2선거구) | 13대 | 민주공화당 | 100.00% | 3,164표             | 1위  | 켄터키주 하원의원 당선 |
| 1814년 선거 | 하원의원 (켄터키 제2선거구) | 14대 | 민주공화당 | 100.00% | 1표                 | 1위  | 켄터키주 하원의원 당선 |
| 1816년 선거 | 하원의원 (켄터키 제2선거구) | 15대 | 민주공화당 | 57.58%  | 2,493표             | 1위  | 켄터키주 하원의원 당선 |
| 1818년 선거 | 하원의원 (켄터키 제2선거구) | 16대 | 민주공화당 | 100.00% | 1,633표             | 1위  | 켄터키주 하원의원 당선 |
| 1822년 선거 | 하원의원 (켄터키 제3선거구) | 18대 | 민주공화당 | 100.00% | 2,992표             | 1위  | 켄터키주 하원의원 당선 |
| 1824년 선거 | 하원의원 (켄터키 제3선거구) | 19대 | 국민공화당 | 100.00% | 1,438표             | 1위  | 켄터키주 하원의원 당선 |
| 1824년 선거 | 미국의 부통령               | 7대  | 민주공화당 | 0.77%   | 0표 (2명)           | 6위  | 낙선                   |
| 1824년 선거 | 미국의 대통령               | 6대  | 국민공화당 | 13.06%  | 47,532표 (37명)     | 4위  | 낙선                   |
| 1830년 선거 | 상원의원 (켄터키 제3부)     | 22대 | 국민공화당 | 100.00% | 1표                 | 1위  | 켄터키주 상원의원 당선 |
| 1832년 선거 | 미국의 대통령               | 7대  | 국민공화당 | 37.42%  | 484,205표 (49명)    | 2위  | 낙선                   |
| 1836년 선거 | 상원의원 (켄터키 제3부)     | 25대 | 휘그당     | 100.00% | 1표                 | 1위  | 켄터키주 상원의원 당선 |
| 1844년 선거 | 미국의 대통령               | 11대 | 휘그당     | 48.08%  | 1,300,004표 (105명) | 2위  | 낙선                   |
| 1849년 선거 | 상원의원 (켄터키 제3부)     | 31대 | 휘그당     | 67.15%  | 92표                | 1위  | 켄터키주 상원의원 당선 |